# Милково (Пермский край)
Милково — деревня в Добрянском городском округе Пермского края. Ранее деревня входила в состав Перемского сельского поселения Добрянского района.

## Географическое положение
Милково расположено на левом берегу реки Косьвы, к северо-востоку от села Перемского.
С северо-запада деревня примыкает к берегу реки, а с юго-востока к ней примыкает участок Лёвшино — Няр Свердловской железной дороги. На данной железнодорожной ветке в 1,5 км к юго-западу от Милкова, в деревне Тихой, расположен остановочный пункт Косьвинский (до января 2022 года — 106 км).

## Население
| 2010 |
| ---- |
| 1    |

## Топографические карты
- Лист карты O-40-43 Парма. Масштаб: 1 : 100 000. Состояние местности на 1980 год. Издание 1987 г.